# Giuseppe Puglisi
Pour les articles homonymes, voir Puglisi.
Giuseppe Puglisi, surnommé Pino, né le 15 septembre 1937 à Palerme et mort le 15 septembre 1993 dans la même ville, est un prêtre catholique italien assassiné par la mafia. Reconnu martyr par l'Église catholique, il est vénéré comme bienheureux.

## Biographie
Fils d'un cordonnier et d'une couturière, il entre en 1953 au séminaire diocésain de Palerme et est ordonné prêtre en 1960 par le cardinal Ernesto Ruffini. En 1961, il est nommé vicaire à la paroisse du Saint-Sauveur dans le canton de Settecannoli, à côté de Brancaccio, et est nommé recteur de l'église de Saint-Jean des Lépreux. De 1970 à 1978, il est curé de Godrano, près de Palerme, dans un village marqué par une vendetta sanglante, et y amène au pardon les familles belligérantes.
En 1978, il est nommé vice-recteur du petit séminaire de Palerme et le 24 novembre, administrateur du service des vocations du diocèse. En 1983, il devient directeur du Centre régional pour les vocations et enseigne au lycée classique Vittorio Emanuele II à Palerme de 1978 à 1993. En 1992, il devient directeur spirituel du séminaire de Palerme et dirige des mouvements d'évangélisation. Son attention se tournera progressivement vers le recrutement des jeunes par la Mafia. 
Alors qu'il était, depuis 1990, curé de la paroisse de San Gaetano dans le quartier palermitain de Brancaccio, connu pour être un foyer de la mafia, il est abattu en pleine rue d'une balle dans la nuque le 15 septembre 1993, le jour de son 56e anniversaire. L'arme utilisée l'est rarement par Cosa Nostra, et la sacoche du prêtre est dérobée pour faire croire à un vol, pourtant personne ne doute que l'assassinat a été commandité par des chefs mafieux, condamnés depuis à la prison à perpétuité, et 8000 Palermitains assistent à son enterrement.
Il avait gêné les chefs locaux, en les privant d'une partie de « leur » main d'œuvre enfantine, par son travail social. Il brisait la résignation des habitants. En plein quartier mafieux, il avait organisé une cérémonie à la mémoire de Giovanni Falcone et Paolo Borsellino, juges martyrs de la lutte antimafia. Enfin, il avait refusé de confier l'organisation des fêtes religieuses aux notables locaux, organisation qui aurait permis aux mafieux de trouver des financements. Pour les mafieux, il s'agissait de défis inacceptables.
Le diocèse de Palerme ne se constitue pas partie civile dans le procès contre les assassins. L'un d'eux, Salvatore Grigoli, est arrêté le 19 juin 1997 et collabore avec la justice. 

## Vénération

### Béatification

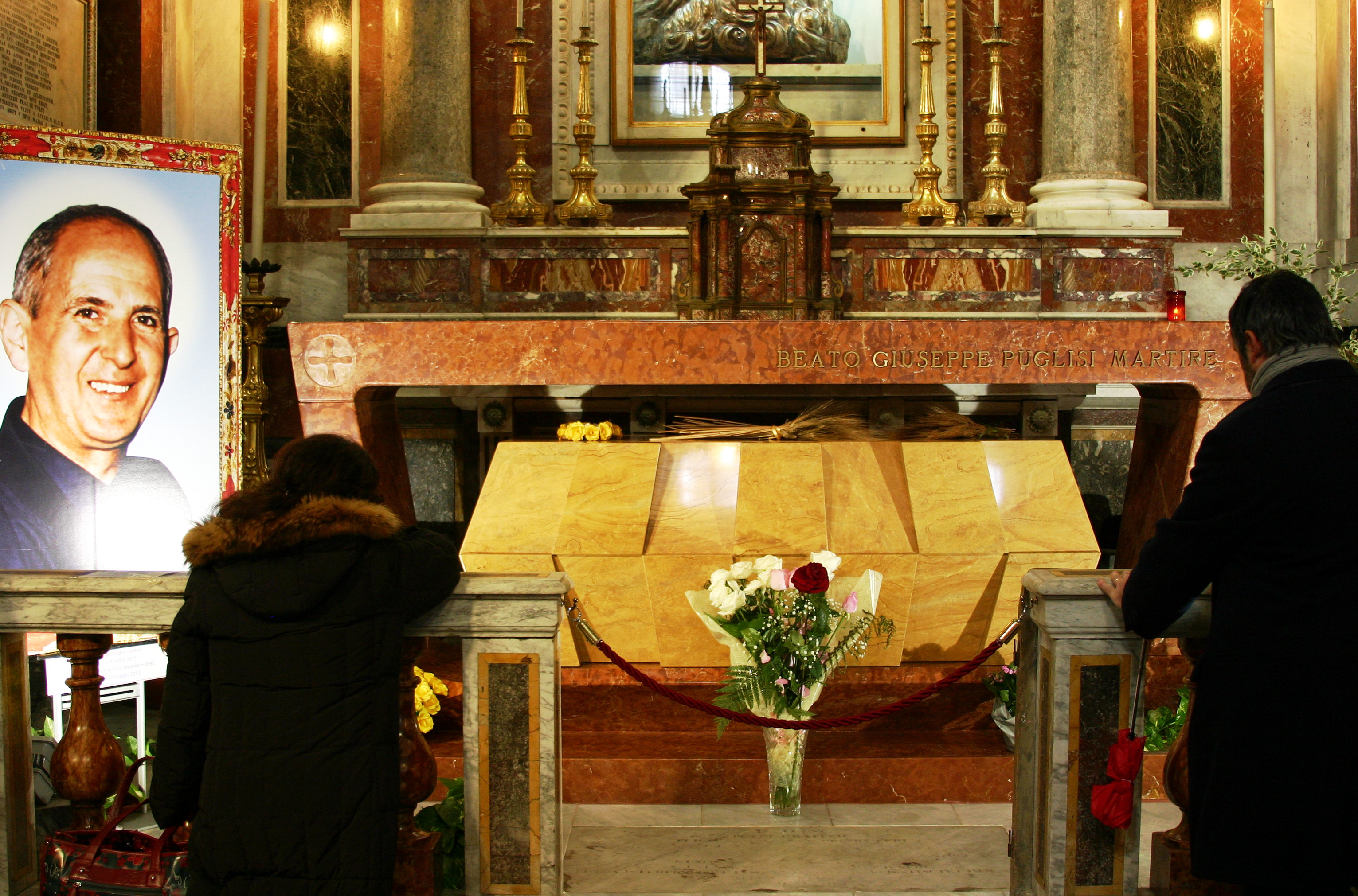
Tombe de Pino Puglisi dans la cathédrale de Palerme.

#### Reconnaissance du martyre
Sans attendre le délai de cinq ans prévu par le droit canon, le recueil des témoignages pour l'éventuel martyr débute dès 1995. Salvatore De Giorgi, cardinal à Palerme, annonce le 29 décembre 1998, l’ouverture des procédures pour la béatification.
Au terme de l'enquête canonique, le pape Benoît XVI reconnaît le 28 juin 2012, que Giuseppe Puglisi est mort martyr in odium fidei, et signe le décret de sa béatification. 
Le 25 mai 2013, il fut solennellement béatifié lors d'une messe présidée par le cardinal Salvatore De Giorgi, au stade Renzo-Barbera de Palerme, au nom du pape François.
Le procès en béatification a suscité de nombreux débats en Italie. L'ensemble de la hiérarchie catholique y devient d'accord pour affirmer l'incompatibilité absolue entre le christianisme et la mafia. Les témoins sont sollicités autant pour le procès civil que pour nourrir les réflexions théologiques sur le cas du curé. En particulier, l'assassin du curé, Salvatore Grigoli, se montre repenti au civil, converti auprès des religieux. Mais le principal problème pour la sanctification est que, selon la loi catholique, le candidat doit avoir été martyrisé par un non-chrétien, or les mafieux sont des chrétiens, qui plus est baptisés dans la même paroisse que Giuseppe Puglisi. Pour contourner la difficulté, le cardinal Pappalardo s'interrogera, dans une homélie, si ces mafieux pouvaient être comptés parmi les vrais chrétiens, même s'ils ont reçu le baptême. Ces débats religieux influent jusqu'au procès laïc des assassins : en conclusion de son réquisitoire, le magistrat instructeur montrera que la vie du curé est similaire à celle de Jésus-Christ.

### Culte
Le bienheureux Pino Puglisi est fêté le 15 septembre.
Le 15 avril 2013, ses restes mortels sont déplacés du cimetière Sant'Orsola à la cathédrale de Palerme, pour être plus accessibles à la vénération des fidèles.